# أولاماليزتلي
أولاماليزتلي (بالإسبانية: Ōllamaliztli)‏ وهي لعبة كُرة طقسية كانت تمارس في وسط أمريكا وترجع إلى حوالي سنة 1400 قبل الميلاد حيث كان يلعبها الهنود الحمر في عصر قبل كولومبي واليوم لعبة أولاما تعود أصولها لهذه اللعبة.

## معرض صور

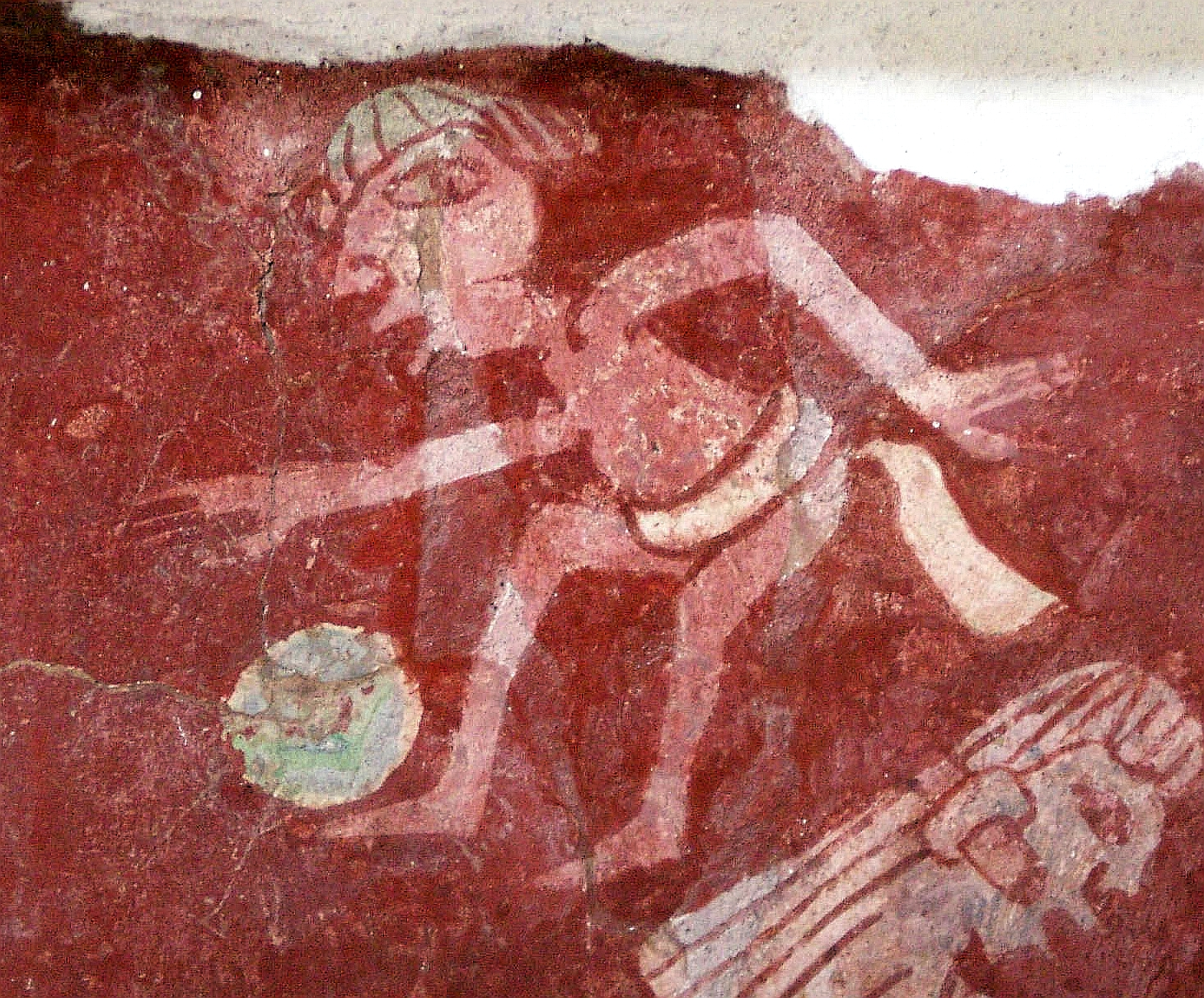
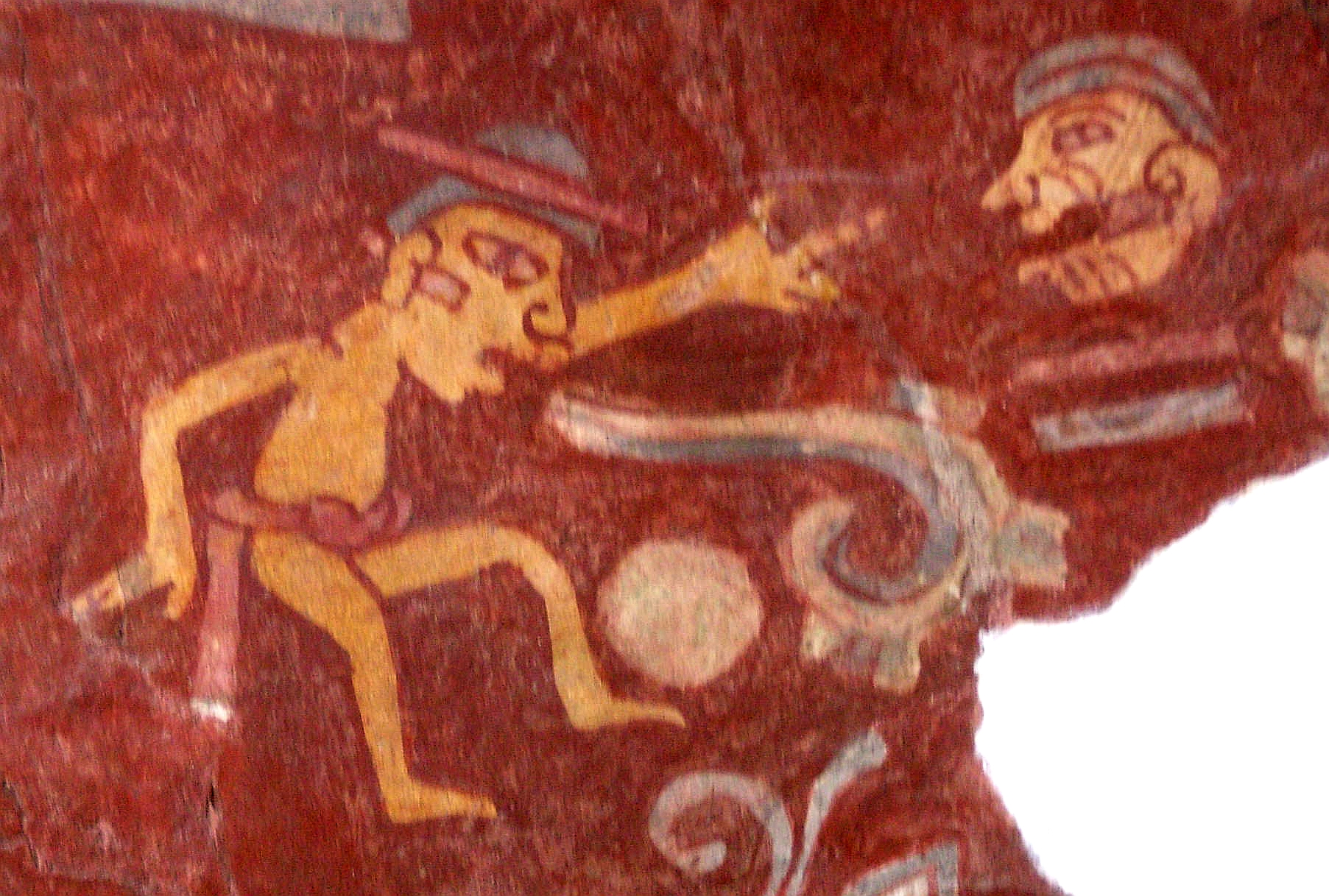
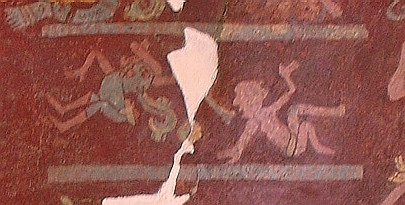